# Dieresi (segno diacritico)
La dieresi è un segno diacritico costituito da due punti posti sopra un grafema, solitamente vocalico. Talvolta tale segno è erroneamente indicato con il termine tedesco Umlaut, che invece indica il fenomeno della metafonia. In altre lingue (ad esempio in tedesco e francese) si usa anche il termine trema, derivato dal nome greco (τρῆμα) di questo segno. La dieresi assume significati diversi a seconda della lingua o del campo d'azione in cui è utilizzata.

## Dieresi
In origine il simbolo serviva per marcare in metrica il fenomeno della dieresi, propriamente "separazione", in particolare la pronuncia in due sillabe separate di due suoni vocalici che per la loro contiguità potrebbero dar luogo ad un dittongo. Per questo motivo, l'italiano usa prevalentemente il termine dieresi (derivato dal greco antico “diairesis”, ossia “separazione, divisione”) per questo suo uso convenzionale.
Un uso più frequente e regolare si ha in francese (dove il termine utilizzato è tréma), perché nell'ortografia francese spesso ciò che si scrive come un dittongo può essere pronunciato come una sola vocale o comunque in una sola sillaba, e nei casi in cui la pronuncia dei due elementi debba essere effettivamente separata, occorre segnalarlo. Si veda per esempio la differenza tra coincé ("incastrato"), pronunciato [kwɛ̃ˈse] e coïncide ("coincide"), pronunciato [kɔɛ̃ˈsid] (dunque <oin> scrive il dittongo ascendente [wɛ̃] mentre <oïn> scrive le due vocali [ɔ + ɛ̃]).

## Umlaut
Il segno dei due punti si usa anche, in tedesco, per segnalare un altro fenomeno fonetico, vale a dire la metafonesi tipica di molte lingue germaniche (Umlaut) sulle vocali a (a /a - ɑ:/ → ä /ɛ:/), o (o /ɔ - o:/ → ö /œ - ø/) e u (u /ʊ - u:/ → ü /ʏ - y:/). Benché oggi i due simboli coincidano, in origine quello dell'Umlaut era diverso: consisteva in una piccola lettera e scritta sopra la vocale affetta da metafonesi. Col tempo, la piccola e si ridusse a due tratti e finì per assomigliare al simbolo della dieresi. Talvolta, nel caso non sia disponibile il carattere tipografico adeguato, la Umlaut può essere espressa con una e dopo la vocale (ae, oe, ue, che hanno poi originato le legature æ, œ e ᵫ).

### Inserimento in Linux
Linux ha la caratteristica di poter attivare da tastiera la possibilità di generare caratteri con Umlaut (Ää, Üü, ecc.) senza far uso delle tabelle semplicemente con la combinazione di tasti Alt Gr ⇧ Maiusc : + (vocale)
Per esempio, la "ä" (in minuscolo) si scrive Alt Gr ⇧ Maiusc : + A
Se serve la maiuscola va messa tramite lucchetto o col semplice tasto maiuscola.

### Inserimento in macOS
In macOS, la dieresi si attiva come tasto morto premendo i tasti alt ⌥ U + (vocale)
Per esempio, la "ä" (in minuscolo) si scrive alt ⌥ U + A.
mentre la "Ä" (in maiuscolo), si ottiene premendo alt ⌥ U + ⇧ (Maiuscola) A
È da tener presente che con il tasto ⇪ Bloc Maiusc attivo, la combinazione alt ⌥ U perde la caratteristica del tasto morto, per cui non sarà possibile scrivere le vocali maiuscole insieme alla dieresi con il tasto ⇪ Bloc Maiusc attivo; quindi, per la notazione di vocali maiuscole, vale la combinazione per l'attivazione della dieresi e la normale combinazione per l'attivazione momentanea del maiuscolo.
Lo stesso discorso vale per gli accenti.

### Inserimento in HTML
Nel linguaggio HTML si impiegano in codice sorgente i caratteri speciali (cosiddette entities in anglosassone) ottenibili premettendo il segno "&", facendovi seguire in maiuscolo o minuscolo la vocale che si vuole caratterizzare diacriticamente, poi la stringa "uml" ed infine il punto e virgola: "&ouml;" ad esempio è la "ö", mentre "&Ouml;" è la Ö .
In ambiente Windows è possibile richiamare tali caratteri con le opportune combinazioni di tasti "ALT+ combinazione numerica", utilizzando il tastierino numerico: la "ö" ad esempio si ottiene con la seguente combinazione: Alt + 148